# 比内郡

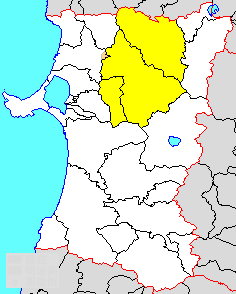
陸奥国比内郡の範囲

比内郡（ひないぐん）は陸奥国にあった郡。概ね現在の大館市、北秋田市、北秋田郡にあたる。

## 歴史
郡名の語源はアイヌ語の「ピ・ナイ」（小石が多い沢）、または「ピン・ナイ」（細く深い谷川）からきているといわれる。また、アイヌ語の「ピル・ナイ」(良い沢)が語源だという説も菅江真澄が唱えている。北海道のアイヌ語地名では「ピリカナイ」という沢名がある。これは「ピルナイ」という発音に聞こえる。「シ・ナイ」(大いなる沢)という説もあるが、北海道のアイヌ語地名では「シ・ナイ」に対応する「モ・ナイ」があって、本流と支流の関係になっている。比内地方では「モナイ」は確認出来ない。中世の文書にこの地を「吉比内」と表記している例があり、これを「サッピナイ」と解釈すれば、「サツ・ピ・ナイ」(乾いた石の沢)と解釈できる。
『日本三代実録』の元慶2年（878年）条に火内村という地名が見え、これが比内の初出である。『吾妻鏡』文治5年（1189年）条には奥州合戦に敗れた藤原泰衡が比内郡贄柵を本拠とする郎党・河田次郎に裏切られて殺害されたことが見え、このころまでに郡制が施行されていたと推定されている。
鎌倉幕府成立とともに浅利義遠が比内郡地頭として置かれた。当初は代官を派遣しての支配であったと見られているが、『遠野南部文書』中の『津軽降人交名注進状』、『浅利清連注進状』には浅利清連の名が見えるため、このころまでには浅利氏庶流の比内浅利氏が成立していたと見られている。その後浅利氏による支配が続くが、1582年（天正10年）浅利勝頼が安東氏に討たれ、その支配を受ける。更に1590年（天正18年）の豊臣秀吉朱印状により、比内郡は出羽国秋田郡に編入され消滅した。
この地域は1869年（明治2年）の出羽国分割後は羽後国に属し、1878年（明治11年）12月23日、秋田郡は南秋田郡及び比内郡とほぼ重なる北秋田郡とに分割された。